# Kopercoulometer
De kopercoulometer is een van de algemene toepassingen van de koper/kopersulfaat elektrode. Een dergelijke coulometer bestaat in essentie uit twee koper-elektrodes die in een licht zuur gebufferde koper(II)sulfaat-oplossing staan. Tijdens het passeren van de stroom door de oplossing gaat de anode in oplossing, terwijl tegelijkertijd op de kathode koperionen worden neergeslagen. Deze reacties verlopen over een groot bereik, beide met een 100% stroom-efficiëntie. Door de toe- of afname van het gewicht van de elektrode te meten kan met behulp van de Elektrolysewet van Faraday (de meest linkse formule) de gepasseerde lading berekend worden:
{\displaystyle m\ =\ {\frac {M\cdot I\cdot t}{z\cdot F}}\Longrightarrow I\cdot t\ =\ {\frac {m\cdot z\cdot F}{M}}\ \Longrightarrow \ Q\ =\ {\frac {m\cdot z\cdot F}{M}}}
Hierin is 
| m | : | De massatoe- of afname van de elektrode in gram |
| M | : | De molaire massa van het betreffende materiaal in gram∙mol-1. |
| I | : | De stroomsterkte in Ampère |
| t | : | De tijd in seconde |
| z | : | Het aantal elektronen dat bij de reactie betrokken is (Dimensieloos getal) |
| F | : | De constante van Faraday (96485,3 C∙mol-1) |
| Q | : | De bij de reactie betrokken lading in Coulomb. De stroomsterkte is de hoeveelheid lading die per tijdseenheid passeert. Door de stroomsterkte met de tijd te vermenigvuldigen wordt de lading verkregen. |